# IC 3526
IC 3526 је двојна звијезда у сазвјежђу Береникина коса која се налази на листи објеката дубоког неба у Индекс каталогу.
Деклинација објекта је + 25° 41' 4" а ректасцензија 12h 34m 40,7s.